# Communauté de communes du Pays des Brières et du Gesnois
La communauté de communes du Pays des Brières et du Gesnois est une ancienne communauté de communes française, située dans le département de la Sarthe et la région Pays de la Loire.

## Histoire
Créée par arrêté préfectoral du 30 novembre 1993, la communauté de communes du Pays des Brières et du Gesnois rassemble quinze communes et leurs 23 000 habitants autour d’un projet commun : développer et équiper leur bassin de vie, en Sarthe, renforcer et diversifier les services en direction des habitants et des entreprises et offrir à leurs visiteurs une étape accueillante de détente, de découvertes et de loisirs[réf. nécessaire].
Elle fusionne le 1er janvier 2017 avec la communauté de communes du Pays Bilurien pour former la communauté de communes « Le Gesnois Bilurien ».

## Composition
Elle regroupait quinze communes :
| Nom                         | Code Insee | Gentilé      | Superficie (km2) | Population (dernière pop. légale) | Densité (hab./km2) |
| --------------------------- | ---------- | ------------ | ---------------- | --------------------------------- | ------------------ |
| Montfort-le-Gesnois (siège) | 72241      | Montgénois   | 18,74            | 3 019 (2014)                      | 161                |
| Ardenay-sur-Mérize          | 72007      | Ardenaisiens | 11,67            | 484 (2014)                        | 41                 |
| Le Breil-sur-Mérize         | 72046      | Breillois    | 18,35            | 1 527 (2014)                      | 83                 |
| Connerré                    | 72090      | Connerréens  | 16,60            | 2 896 (2014)                      | 174                |
| Fatines                     | 72129      | Fatinois     | 5,44             | 832 (2014)                        | 153                |
| Lombron                     | 72165      | Lombronnais  | 24,11            | 1 931 (2014)                      | 80                 |
| Nuillé-le-Jalais            | 72224      | Jalaisiens   | 5,82             | 519 (2014)                        | 89                 |
| Saint-Célerin               | 72271      | Gérois       | 13,47            | 857 (2014)                        | 64                 |
| Saint-Corneille             | 72275      | Cornéliens   | 11,16            | 1 351 (2014)                      | 121                |
| Saint-Mars-la-Brière        | 72300      | Brierois     | 34,69            | 2 626 (2014)                      | 76                 |
| Savigné-l'Évêque            | 72329      | Savignéens   | 28,48            | 4 028 (2014)                      | 141                |
| Sillé-le-Philippe           | 72335      | Silléens     | 10,60            | 1 094 (2014)                      | 103                |
| Soulitré                    | 72341      | Solutréens   | 10,99            | 646 (2014)                        | 59                 |
| Surfonds                    | 72345      | Surfondais   | 4,85             | 345 (2014)                        | 71                 |
| Torcé-en-Vallée             | 72359      | Torcéens     | 16,86            | 1 367 (2014)                      | 81                 |

## Administration
| Période      | Période       | Identité             | Étiquette | Qualité                                        |
| ------------ | ------------- | -------------------- | --------- | ---------------------------------------------- |
| février 1994 | avril 2001    | Marcel-Pierre Cléach | UMP       | Sénateur, conseiller général, maire de Lombron |
| avril 2001   | avril 2014    | Christine Marchand   | UMP       | Adjointe au maire de Montfort-le-Gesnois       |
| avril 2014   | décembre 2016 | Christophe Chaudun   | PS        | Maire de Connerré                              |